# کرمانجی
گویش کُرمانجی (کردی: Kurmancî، کورمانجی) که کردی شمالی نیز نامیده میشود، بزرگترین گویش زبان کردی است.

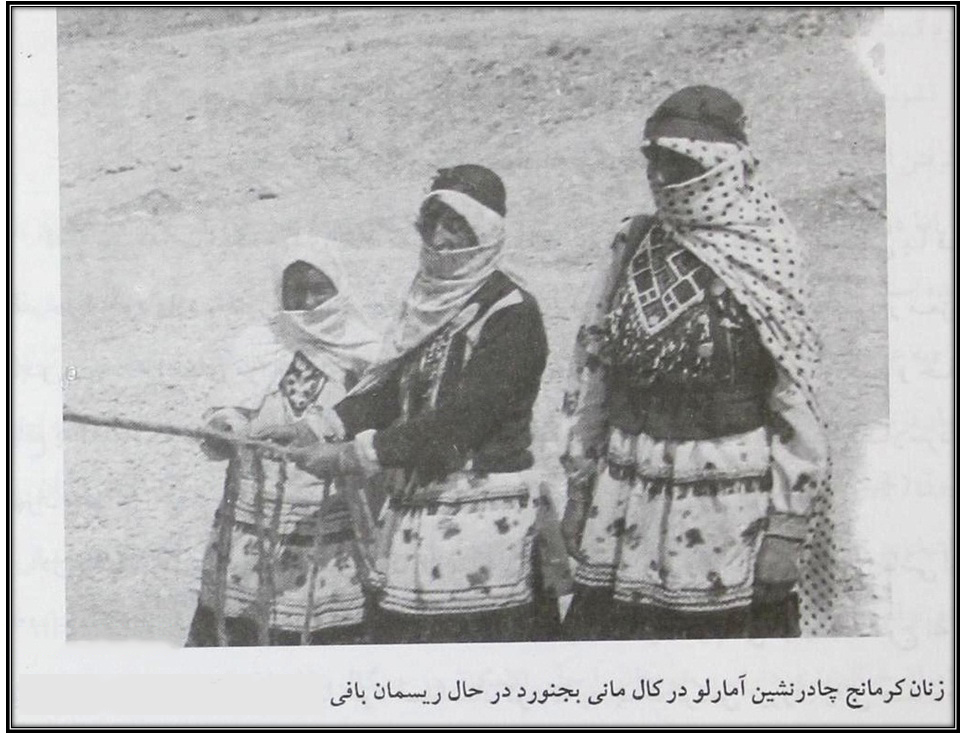
زنان کرمانج خراسان در حال ریسمان بافی

کُرمانجی، سرشتی قدیمی‌تر را نسبت به دیگر گویش‌های کردی حفظ کرده است. همجواری گویشوران سورانی و کرمانجی در مناطق شمالی کردستان عراق منجر به شکل‌گیری کرمانجی بادینانی شده است که ترکیبی از سورانی و کرمانجی تلقی می‌شود برای فهمیدن بیشتر ازهم.
تمام کردهای ساکن لبنان، گرجستان، ارمنستان، جمهوری آذربایجان، ترکمنستان، ازبکستان، قزاقستان و اوکراین و همچنین تمام کردهای کردستان سوریه به کرمانجی صحبت می‌کنند. تقریباً همهٔ کردهای کردستان ترکیه (به جز کسانی که به زازاکی صحبت می‌کنند) به گویش کرمانجی صحبت می‌کنند. در عراق، کرمانجی در مناطق موصل، شنگال (سنجار)، دهوک، زاخو، آکره، آمدیا و شیخان صحبت می‌شود. در ایران، کرمانجی در مناطق ارومیه، ماکو، خوی و خراسان (کردهای تبعیدی در خراسان) و مناطق رودبار و دیلمان از استان گیلان صحبت می‌شود. همچنین کردهای تبعیدی آناتولی میانه ترکیه (آنکارا و قونیه و…) به این گویش صحبت می‌کنند. کردهای افغانستان و پاکستان نیز به کرمانجی صحبت می‌کنند.

## گستره
گویش کردی کرمانجی در بخش‌های کردنشین ترکیه و بخش‌های کردنشین سوریه، بخشی از اقلیم کردستان عراق و در استان آذربایجان غربی در شهرستان‌های اشنویه، ارومیه، سلماس، خوی، شاهین دژ، ماکو، شوط، پلدشت، چالدران، چایپاره و با پاره‌ای تفاوت در میان مردم ایل کردلی، ایل رشنو، ایل شوهان و برخی از مردم ایل ملکشاهی استان‌هایی چون استان کردستان با لهجه پاله‌ای و لهجه ملکشاهی تکلم می‌شود. ایل ملکشاهی جزوی از کنفدراسیون کردهای کرمانج چمشگزک هستند که زمان صفویه به ایران مهاجرت کردند. هم‌اینک در کردستان ترکیه استان استان درسیم (به کردی: Dêrsim) شهری به نام چمشگزک وجود دارد که به کردی کرمانجی به آن ملکشی می‌گویند که همان ملکشاهی است. همچنین در شمال شرق ایران و در استان‌های خراسان شمالی و خراسان رضوی در شهرستان‌های نیشابور، قوچان، بجنورد، اسفراین، شیروان، کلات نادری، درگز، کاشمر، بخش خبوشان فاروج، بخش سنگر فاروج، بخش سرولایت نیشابور، مانه و سملقان و روستای زردکوهی و گودچاه در سبزوار، به گویش کردی کرمانجی تکلم می‌شود. کردی کرمانجی در شهرستان‌های درگز، چناران و فاروج با داشتن درصد گویشوران بالا، گویش یکم است) با توجه به مهاجرت‌های گسترده از دیگر شهرهای کرد زبان استان خراسان شمالی به کلانشهر مشهد شمار کردهای کرمانج ساکن در مشهد چشمگیر است. در روستاهایی در شهرستان رودبار استان گیلان به ویژه در بخش عمارلو که شامل دو بخش می‌باشد که بیشتر مردمان بخش خورگام که شامل روستاهای لایه بره سر چهارمحل برارود و بیش از یکصد پارچه آبادی و روستا به گویش کردی کرمانجی سخن می‌گویند پیرکوه و کرماک و روستای کرمانج نشین دوسالده در منطقهٔ عمارلو و روستاهای سیاهکل و دیلمان و نیز در قسمت‌های کردنشین ارمنستان و ترکمنستان و استان شاهومیان و استان کاشاتاق در جمهوری آرتساخ به کردی کرمانجی تکلم می‌شود. بیشتر کردهایی که در اروپا هستند به گویش کرمانجی تکلم می‌کنند. کردی کرمانجی با آنکه از لهجه‌های مختلفی تشکیل شده است ولی لهجهٔ مرجع و کتابی (معیارِ) آن به لهجهٔ جزیری در کردستان ترکیه شبیه است که از زمان‌های دور شاعران و نویسندگانی مانند احمد خانی، ملای جزیری، فقی طیران، ماموستا جگرخون و علی حریری آثار ارزشمندی را خلق کرده‌اند در خراسان بزرگ نیز کردی کرمانجی در مناطق شمالی آن، شمال خطی که مشهد را به بجنورد پیوست می‌دهد و در مرز ترکمنستان به پایان می‌رسد، تکلم می‌شود. مردم برخی روستاهای ترکمنستان که هم‌مرز با ایران هستند مانند روستای فیروزه نیز به این گویش سخن می‌گویند. در تفلیس پایتخت گرجستان بسیاری از کردهای کرمانج زندگی می‌کنند که پیرو آیین ایزدی هستند. به نظر می‌رسد که آیین «ایزدی» ریشه در دین زرتشتی دارد.
در کشور ارمنستان نزدیک یک سوم کردهای این کشور ساکن ایروان (Erivan)، و بقیه در مناطق الاگوز (Alagöz)، آرارات (Ararat)، ماسیس (Masis) و تالیین (Talinn) ساکن هستند که به لهجه کردی کرمانجی تکلم می‌کنند. این کردها در سال ۱۹۲۰ از کردستان ترکیه به این دیار کوچ اجباری داده شدند.
در کشور روسیه (منطقه سیبری) ساکنین شهر نووسیبیسکی و دور و بر آن به گویش کردی کرمانجی سخن می‌گویند.
در دور و بر شهرستان خلخال واقع در استان اردبیل نیز روستاهایی به زبان کردی کرمانجی سخن می‌گویند که از شمال به جنوب عبارتند از: میل آغاردان، بلوکانلو، مصطفی لو، پیرانلو، چملوگبین، اوجغاز، مورستان، کلستان علیا، حاجی‌آباد، کلستان سفلی، لنبر، نواشنق، آقبلاغ کرد، غفورآباد، کالار، چلنبر، داودخانی، خداقلی قشلاق و دلیلر وروستایی جعفرآباد که در جنوب شهرستان خلخال و در میانه استان اردبیل و استان زنجان قرار دارد به گویش کردی کرمانجی اصیل که سخن می‌گویند.
بیش از ۵۷٪ از کرد زبانان جهان به گویش کردی کرمانجی سخن می‌گویند.

## الفبا و نوشتار
برای نوشتن کردی کرمانجی در کردستان ترکیه و کردستان سوریه از الفبای هاوار (بدرخانی، لاتینی)، در کردستان عراق و کردستان ایران از خط عربی و در قسمت کردنشین ارمنستان از خط سیریلیک استفاده می‌شود. در استان‌های خراسان رضوی، خراسان شمالی و آذربایجان غربی به عنوان مهم‌ترین استان‌های کرمانج‌نشین در ایران، کاربرد حروف لاتین در حال گسترش است.
الفبای کردی از ۳۱ حرف تشکیل می‌شود:
A B C Ç D E Ê F G H I Î J K L M N O P Q R S Ş T U Û V W X Y Z
زبان کردی دارای ۸ مصوت است:
| کردی  | a            | e            | ê             | i                               | î              | o            | u                               | û             |
| ----- | ------------ | ------------ | ------------- | ------------------------------- | -------------- | ------------ | ------------------------------- | ------------- |
| فارسی | آ (مثل آرام) | أ (مثل اندک) | إ مثل (امروز) | ای کوتاه (در فارسی معادل ندارد) | ای (مثل ایلام) | أ (مثل أردک) | او کوتاه (در فارسی معادل ندارد) | او (مثل دوست) |

و نیز دارای ۲۳ صامت است:
| کردی  | b | c | ç | d | f | g | h | j | k | l | m | n | p | q | r | s | ş | t | v               | w             | x | y            | z |
| ----- | - | - | - | - | - | - | - | - | - | - | - | - | - | - | - | - | - | - | --------------- | ------------- | - | ------------ | - |
| فارسی | ب | ج | چ | د | ف | گ | ه | ژ | ک | ل | م | ن | پ | ق | ر | س | ش | ت | و (مثل evening) | و (مثلwindow) | خ | ی (مثل یاور) | ز |

## ادبیات
کتاب دیوان مم و زین مهم‌ترین اثر ادبی نوشته‌شده به گویش کردی کرمانجی است.

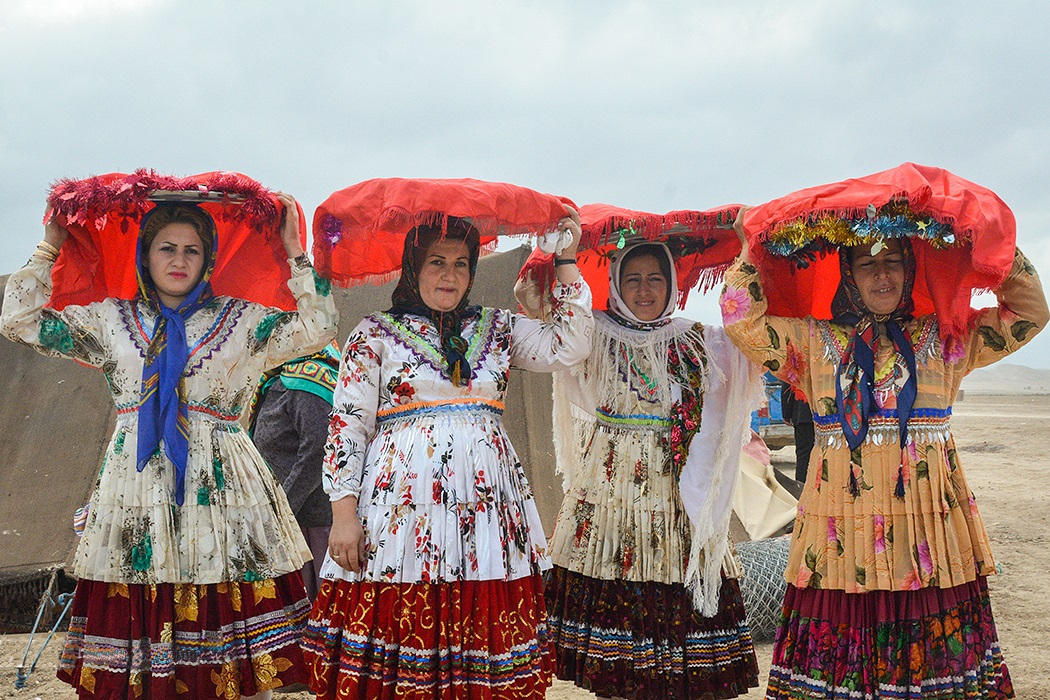
پوشش محلی زنان کرد کرمانج در خراسان شمالی

کردهای کرمانجی عثمانی و ایران تا پیش از دوران معاصر آثارشان را به زبان فارسی می‌نوشتند؛ مثلاً ادریس بدلیسی از مقام‌های دولت عثمانی و با اصلیت کرد، در سال ۱۵۰۱ میلادی، هشت بهشت را به فارسی نوشت که این کتاب نخستین اثر تاریخی در مورد هشت پادشاه عثمانی است. شاهزاده شرف خان فرمان‌روای امیرنشین کرد بتلیس در اواخر سده شانزدهم اثر تاریخی خود را دربارهٔ کردها به فارسی نوشته است.
نخستین شاعر شناخته شده کردی کرمانجی «علی حریری» است که در سال ۱۰۰۹ میلادی در حکاری، کردستان ترکیه متولد شده و حدود سال ۱۰۷۹ میلادی از دنیا رفته است. مضمون‌های مورد علاقه وی عشق به زادگاه، زیبایی‌های طبیعتش و زیبایی دختران سرزمینش بودند.
شناخته‌شده‌ترین شاعر کرد کرمانج در اواخر سده شانزدهم و اوایل سده هفدهم، شیخ احمد نشانی ملقب به ملای جزیری است. او اهل جزیره ابن عمر (جزیره بوتان) بود و مانند بسیاری از ادیبان آن زمان شناخت خوبی از عربی، فارسی و ترکی داشت. ذهن او همچنین از فرهنگ ادبی فارسی و عربی انباشته بود. اثر او بیش از ۲۰۰۰ بیت دارد. در این عصر است که احمد خانی شاعر متولد می‌شود. وی که اصالتاً بایزیدی است، به بیانی نخستین شاعر بزرگ کردی کرمانجی به‌شمار می‌آید. او در اثر خود مم و زین، شعری طولانی با بیش از ۲۶۵۰ بیت، گفته است.
کردهای کرمانج قفقاز در دوران شوروی نیز تلاش‌های برای نوشتن کردی کرمانجی با خط سیریلیک انجام دادند که از آن جمله می‌توان به انتشار مجموعه اشعار جاسم جلیل (زاده ۱۹۰۸) در نخستین روز جنگ جهانی دوم و همچنین «عرب شامیلوف» پرکارترین رمان‌نویس کرد کرمانج اشاره نمود که از سال ۱۹۳۵ آغاز به انتشار آثارش کرد.
در دوره بین دو جنگ جهانی شاهزاده «جلادت بدرخان» و برادرش «کامران» در دمشق سوریه که تحت قیمومیت فرانسه بود گرد هم آمدند و مسببان اصلی نوزایی ادبیات کردی کرمانجی شدند. آن‌ها برای نوشتار الفبای لاتینی بکار می‌بردند و این خط را در نشریه «هه‌وار» باب کردند. این نشریه اقدامات مهمی در جهت معرفی قالب‌های تازه در زبان ادبی کردی کرمانجی صورت داد.
در دوران معاصر با سیل مهاجرت پناهندگان از ترکیه و دیگر کشورها به شمال اروپا بسیاری از گویشوران کردی کرمانجی نیز به اسکاندیناوی پناهنده شدند. شاعران و نویسندگان پناهنده در ابتدا آثار خود را برای چاپ به نشریاتی می‌سپردند که توسط انتشارات کردی در سوئد چاپ می‌شوند. مقامات سوئد، با توجه به سیاستی که در قبال جوامع مهاجر کشورشان دارند، به جمعیت پناهندگان کرد نیز بودجه قابل توجهی برای چاپ و نشر آثارشان اختصاص داده‌اند. از اواخر دهه ۷۰، ده‌ها مجله و نشریه و همچنین تعدادی کتاب کودکان، کتاب‌های آموزش الفبا و ترجمه آثار تاریخی در مورد کردها به کردی کرمانجی با خط لاتین به چاپ رسید. آفرینش آثار ادبی نیز ترغیب شد و امین بوز ارسلان داستان‌هایی برای کودکان نوشت و روژان بادناس مجموعه شعری به چاپ رساند.
محمود اوزون نیز دو رمان در سبک واقع‌گرایی منتشر کرد. در طی ۱۰ سال ۲۰۰ عنوان کتاب به کردی کرمانجی و کردی سورانی و کردی زازاکی به چاپ رسیده است.